# The Power
The Power är en amerikansk drama- och fantasyserie från 2023 hade premiär på strömningstjänsten Prime Video den 31 mars 2023. Serien är skapad av Raelle Tucker, Naomi Alderman och Sarah Quintrell. Serien är baserad på Aldermans roman från 2016 med samma namn. Första säsongen består av nio avsnitt.

## Handling
Serien utspelar i vår värld men med en tvist och kretsar kring grupp tonårstjejer som plötsligt utvecklar övernaturliga krafter som ger dem makten att elektrificera personer.

## Roller i urval
| Toni Collette   | – Margot Cleary-Lopez |
| Auliʻi Cravalho | – Jos Cleary-Lopez    |
| John Leguizamo  | – Rob                 |
| Toheeb Jimoh    | – Tunde               |
| Ria Zmitrowicz  | – Roxy Monke          |
| Eddie Marsan    | – Bernie Monke        |
| Zrinka Cvitešić | – Tatiana Moskalev    |
| Josh Charles    | – Daniel Dandon       |
| Rob Delaney     | – Tom                 |
| Alice Eve       | – Kristen             |
| Edwina Findley  | – Helen               |